# 石油地球物理勘探
《石油地球物理勘探》创刊于1966年，是中国大陆工程科技类双月刊，编辑部位于河北省涿州市。此刊物由东方地球物理勘探有限公司主办。
《石油地球物理勘探》在2018年被中华人民共和国国家新闻出版广电总局新闻报刊司评为2017年全国“百强报刊”。